# Rahmer Benden / Scheiderbruch
Das Naturschutzgebiet Rahmer Benden / Scheiderbruch mit der Kennung ME-023 liegt auf dem Gebiet der Stadt Ratingen im Kreis Mettmann in Nordrhein-Westfalen.
Das Gebiet erstreckt sich nordwestlich der Kernstadt von Ratingen, nordwestlich des Ratinger Stadtteils Lintorf und südöstlich des Duisburger Stadtteils Rahm. Am südlichen Rand des Gebietes verläuft die Landesstraße L 139, westlich des Gebietes die L 60 und nördlich die A 524. Westlich grenzt auf Düsseldorfer Stadtgebiet das 39 ha große Naturschutzgebiet „Rahmer Benden“ (Kennung D-007) an.

## Beschreibung
„Das NSG Rahmer Benden / Scheiderbruch ist Teil des großflächigen Waldgebietes in Düsseldorf, Ratingen und Duisburg im Grenzbereich der Rechtsrheinischen Niederterrasse und der Bergischen Heideterrasse. Es erfasst die Wälder westlich von Ratingen-Lintorf bis an die Stadtgrenze von Düsseldorf.
Das etwa 79,65 ha große Gebiet wurde im Jahr 1993 unter Naturschutz gestellt.
Am Nordrand des Gebietes bildet der naturnah mäandrierende Breitscheider Bach die Grenze. Er wird meist begleitet von schmalen Auenwaldbeständen. Zentral verläuft der Hauptgraben, der in den Breitscheider Bach entwässert, allerdings nur temporär Wasser führt. Im östlichen Teil fließt der gewundene Scheiderbruchgraben ebenfalls in den Bach. Er ist von meist sumpfigem Gelände umgeben, welches ehemals einen Eschen-Sumpfwald trug. Jetzt begleiten ihn nur noch sehr kleine und sehr lichte Eichen- und Ulmenwälder. Durch einen kürzlich im benachbarten NSG Rahmer Benden durchgeführten Rückbau eines Abschlags aus dem Breitscheider Bach hat sich das Wasserregime, besonders im Nordwesten des Gebietes positiv verändert.
Somit ist das Gebiet aufgrund seiner Ausstattung mit naturraumtypischen Sumpf- und Bruchwäldern und Eichen-Hainbuchenwäldern regional bedeutsam, zumal sich alle Wälder mit positiver Entwicklungstendenz zeigen. Die Bedeutung wird unterstrichen durch das naturnahe Sandbachsystem des mäandrierenden Breitscheider Baches. Als Teil eines großen Waldbereichs mit vielen wertvollen Waldbeständen stellt das Gebiet einen weiteren wertvollen Bestandteil des regional bedeutsamen Biotopverbundes der Feucht– und Nasswälder auf der Rhein-Niederterrasse dar. Aufgrund seiner Ausstattung an standortgerechten und lebensraumtypischen Arten der Feuchtwälder bildet es zudem einen Trittstein-Biotop der Feuchtwälder entlang der Rhein-Schiene.“

Schutzziele sind
- die weitere weitestgehend ungestörte Entwicklung zu standortgerechten Wäldern der Eichenwald-Bestände durch naturnahe Waldbewirtschaftung,
- der Umbau der Sumpf- und Auenwälder zu reinen Erlenwäldern durch Entnahme der Pappeln und
- die Umwandlung der Nadelwald-, Tot- und Sumpfeichen-Bestände zu standortgerechten und lebensraumtypischen Laubwäldern.[4]